# Louis-Ernest-Henri-Robert Bailly
Louis-Ernest-Henri-Robert Bailly, francoski general, * 26. december 1886, † 7. marec 1967.